# Darija Jurak
Darija Jurak (sinh ngày 5 tháng 4 năm 1984) là 1 vận động viên tennis chuyên nghiệp người Croatia. Vị trí cao nhất của cô trong bảng xếp hạng WTA nội dung đôi là 76, được thiết lập vào ngày 21 tháng 6 năm 2010. Vị trí cao nhất của cô nội dung đơn là 188 vào ngày 5 tháng 4 năm 2004.

## Danh hiệu ITF đơn nữ (8)
- 2007 – $10k Viên, Áo
- 2006 – $10k Roma-Parioli, Ý
- 2006 – $10k Roma, Ý
- 2005 – $10k Bad Saulgau, Đức
- 2005 – $25k Bari, Ý
- 2003 – $25k Fontanafredda, Ý
- 2003 – $10k Zadar, Croatia
- 2003 – $10k Dubrovnik, Croatia

## Á quân ITF đơn nữ (7)
- 2009 – $10k Versmold, Đức
- 2009 – $10k Wiesbaden, Đức
- 2006 – $25k Capriolo, Ý
- 2003 – $25k Martina Franca, Ý
- 2003 – $10k Biograd, Croatia
- 2003 – $10k Cavtat, Croatia
- 2002 – $10k Cavtat, Croatia

## Liên kết khác
- Darija Jurak tại Hiệp hội quần vợt nữ
- Darija Jurak tại Liên đoàn quần vợt quốc tế